# Maria Virginia Tiraboschi
Maria Virginia Tiraboschi (Ivrea, 5 luglio 1965) è una politica italiana, senatrice della Repubblica Italiana per Forza Italia nella XVIII Legislatura.

## Biografia
Nata e cresciuta a Ivrea nel 1965, in una famiglia di operai, da parte bergamasco e madre della Costiera Amalfitana. Iscritta al Partito Socialista Italiano dal 1988 al 1992, dal 1995 al 1999 è consigliere comunale a Banchette con Forza Italia, poi per lavoro si trasferisce a Torino nel 1999.
Imprenditrice nel settore turistico, è stata direttore della cultura e turismo della Regione Piemonte nel 2011.
Alle elezioni politiche del 4 marzo 2018 viene candidata nel collegio uninominale di Settimo Torinese al Senato della Repubblica, per la coalizione di centro-destra in quota forzista, dove viene eletta deputata con il 39,49% dei voti contro il candidato del Movimento 5 Stelle Pino Masciari (28,36%) e del centro-sinistra, in quota Partito Democratico, Alberto Avetta (24,89%). Termina il proprio mandato parlamentare nell'autunno 2022.